# Залізничне сполучення Бучача

## Історія
Міністерство торгівлі Австро-Угорщини своїм актом від 28 березня 1881 року сприяло енергійнішому розгляду питання про будівництво останньої частини трансверсальної залізниці (пропонували дві лінії: Тернопіль — Гусятин і Станиславів — Гусятин). На початку вересня 1881 року у вищих колах Відня і Львова почали активніше обговорювати проблему будівництва залізниці в Приністров'ї, зокрема, Станиславів — Гусятин.[джерело?]
Трасуванням колії і розробкою її проекту керував Юліус Лотт (1833—1883) — один з найкращих інженерів австрійських залізниць.[джерело?]

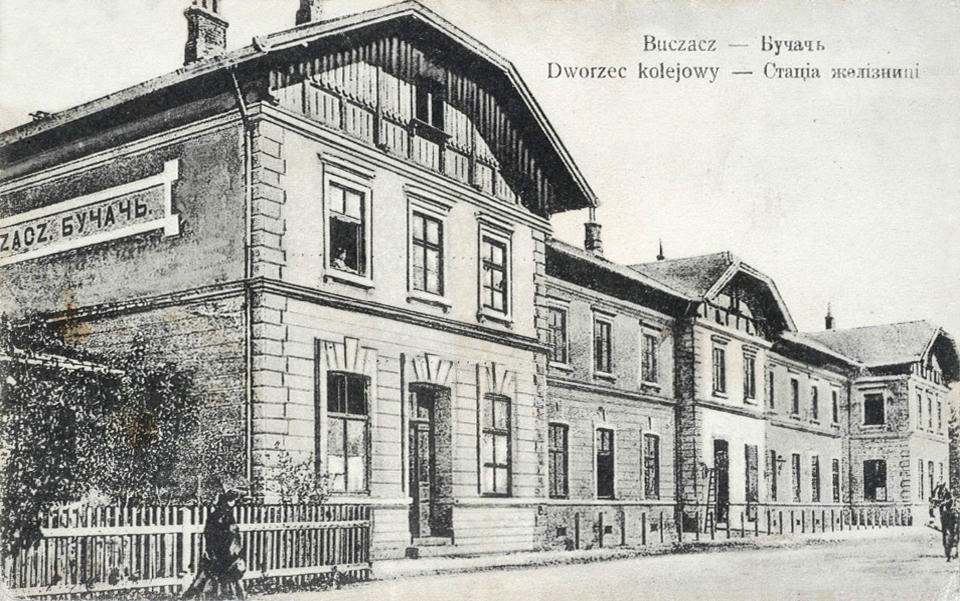
Перший двірець Бучача, вихід до міста

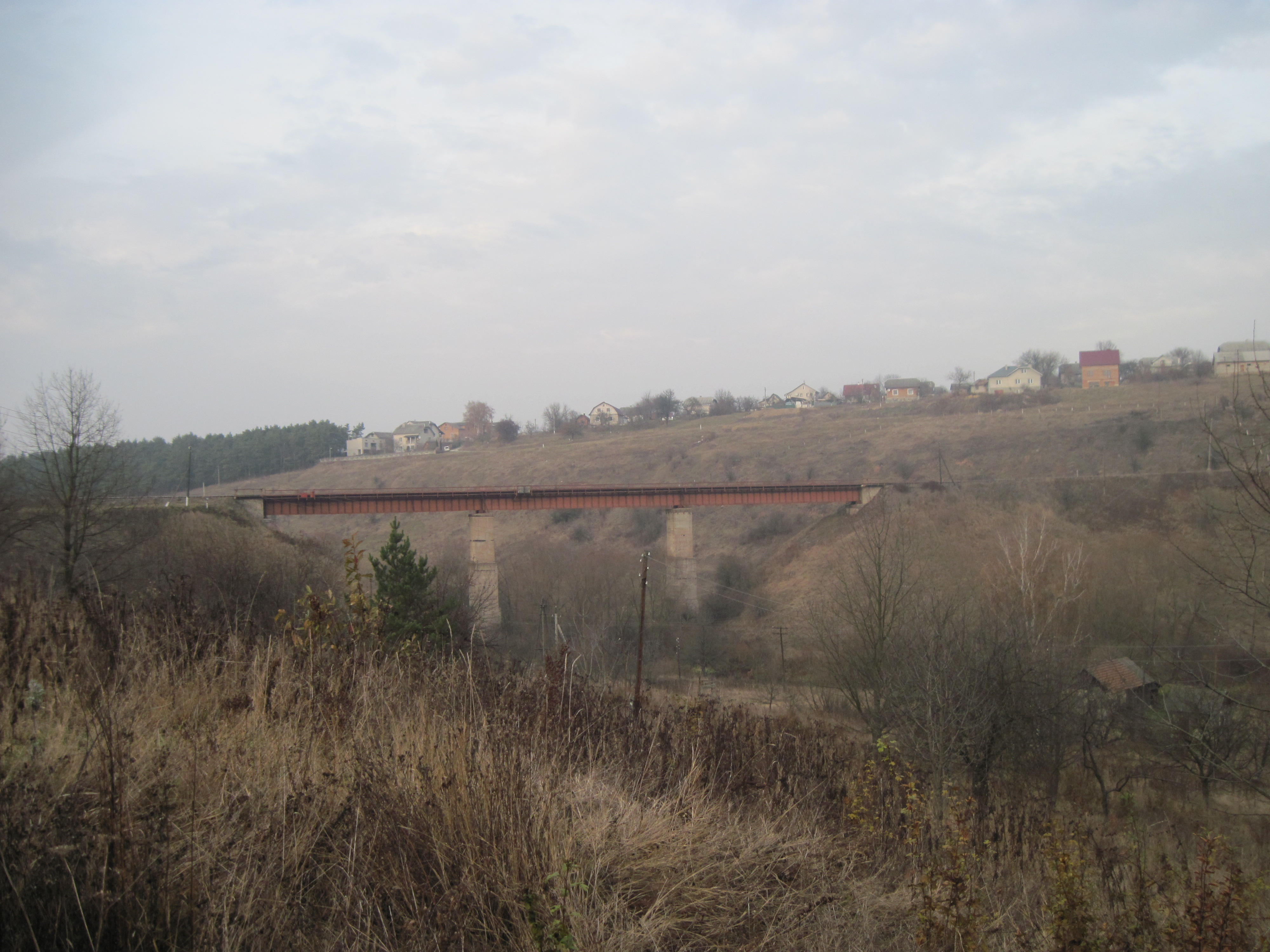
Залізничний міст у Бучачі, 2014

На відтинку залізниці Станиславів — Гусятин (одним з активних прихильників її прокладання був Роман Гостковський) будова була встановлена на основі державного права з 28 грудня 1881 року. 25 липня 1882 р. будівництво було передане підприємству «Шварц» (відповідь від 28 квітня 1971 р. директора Австрійського державного архіву (Відень), доктора Пауля Мехтлера на лист Степана Шипилявого).
Для руху від Бучача до Гусятина спорудили 260-метровий тунель на території села Нагірянка (тепер у межах міста) та міст (зведений у 1882—1884 роках) через річку Стрипа. Міст і тунель будували італійські спеціалісти та місцеве населення, яке виконувало допоміжні роботи. Через величезне стратегічне значення міст і тунель під час обидвох світових воєн були кілька разів знищені.
Восени 1883 року розпочалося, а до листопада 1884-го було завершено будівництво гілки залізниці — Східно-Галицької частини трансверсальної залізниці — від Станиславова до Гусятина (зокрема, через станції Хриплин, Палагичі, Нижнів, Чортків, Вигнанка, Копичинці) протяжністю 144 км. Перший вантажний потяг на лінії Станиславів — Бучач поїхав 1 листопада 1884 р., перший пасажирський — 15 листопада 1884 р.; до Гусятина — 31 грудня 1884 р. (радше 1 лютого 1885 р.) Регулярний рух почався з початком 1885 року. Надмірна ощадність та швидкі темпи будівництва призвели до того, що через 10 років після початку експлуатації залізниці виникла необхідність її реконструкції.
У перших роках потяг зі Станиславова ходив 1 раз: відправлення — 10.00, у Бучачі — 14.39; у 1914 р. було 3 потяги. На час відкриття руху ціна квитка 3-го класу Станиславів — Бучач була 1 ґульден 20 крейцерів. Проїзд поштовим диліжансом перед відкриттям залізниці вартував 4 ґульдени 76 крейцарів, час у дорозі — 8 годин.
Відтинок залізниці Станиславів — Бучач повністю знищений під час відступу гітлерівців. Пізніше він не був відновлений через малу завантаженість протягом радянського періоду (як і відтинки Львів — Підгайці, Галич — Підвисоке).

### Старий вокзал
Будівля не збереглася. 